# Veisiejai
Veisiejai est une ville de Lituanie ayant en 2007 une population d'environ 1 600 habitants.

## Histoire
Le village comptait une importante communauté juive qui représentait 40 % de la population totale avant la Seconde Guerre mondiale.
Dès juin 1941, des nationalistes lituaniens enferment les juifs de la ville dans un ghetto avec ceux de Lazdijai, Kapčiamiestis et Rudamina puis les contraignent aux travaux forcés. Le 3 novembre 1941, tous les juifs du ghetto sont assassinés lors d'une exécution de masse.